# Heteralonia alpha
Heteralonia alpha är en tvåvingeart som beskrevs av Neal L. Evenhuis 1979. Heteralonia alpha ingår i släktet Heteralonia och familjen svävflugor.
Artens utbredningsområde är Vietnam. Inga underarter finns listade i Catalogue of Life.